# Планетарний вітер

Графік залежності швидкості виділення від температури поверхні основних тіл у Сонячній системі, який показує, які гази утримуються.

Планетарний вітер — втрата атмосферних газів планетою через їх витік у космічний простір, що відбувається завдяки кільком окремим процесам. Планетарний вітер може мати велике значення для клімату планети, наприклад, Венера і Марс таким чином ймовірно втратили більшу частину своїх запасів води через меншу силу тяжіння та магнітне поле у порівнянні із Землею.

## Загальний опис
Основним механізмом втрати атмосфери є термальний — тепловий рух молекул, через який молекули газів, що знаходяться в сильно розріджених зовнішніх шарах атмосфери, набувають швидкості, що перевищує критичну швидкість вислизання, і тому можуть піти за межі поля тяжіння планети. Стійкою вважається атмосфера, середня швидкість молекул якої вбирається у 0,2 критичної. Якщо поріг середньої теплової швидкості становить 0,25, то атмосфера розсіюється за 50 000 років, а за швидкості 0,33 від критичної — протягом кількох тижнів.
В результаті процесу розсіювання атмосфери в космосі формується планетарний вітер. Дисипація атмосфери має велике значення для планети, оскільки при втраті атмосфери на поверхні змінюється клімат, у тому числі знижується парниковий ефект — збільшуються добові та сезонні коливання температури. Марс, маючи меншу, ніж Земля, силу тяжіння через дисипацію атмосфери втратив більшу частину своєї атмосфери і води. Венера — без магнітного поля, але має потужну, майже земну гравітацію, — добре тримає атмосферу, але майже вся вода була розкладена іонізуючим випромінюванням і втрачена. Земля практично не має у своїй атмосфері легкого гелію, цей газ був відкритий у спектрі випромінювання Сонця.